# Bužan
Bužan, hrvatska velikaška obitelj s posjedima u nekadašnjoj Zagrebačkoj i Varaždinskoj županiji.
Godine 1621. hrvatsko-ugarski kralj Ferdinand II. dodijelio je plemstvo i grb Šimunu Stanislavu i njegovoj braći Luki, Petru i Jakovu te njihovim nasljednicima. Obitelj je imala u vlasništvu Žbilj kod Desinića, Črešnjevec kod Tuhlja i Kozinščak kod Dugog Sela, gdje su posjedovali kuriju Ostrna, dok su u Zagrebu imali palaču koju su zadržali u svom vlasništvu do 1793. godine.
Prvi istaknutiji član obitelji bio je banovac Ivan Bužan (1700. – 1767.), sin kapetana Ivana Tome († iza 1729.). Članovi obitelji istaknuli su se u vojnoj službi. Čin kapetan imao je i Ljudevit Bužan, drugi sin Ivana Tome, a u službi su se istaknuli i Ljudevitov sin Antun, Ivanov sin Josip (1751. – prije 1782.), Josipov brat Juraj koji je imao čin majora te Jurjevi sinovi potpukovnik Pavao i kapetan Juraj.
Od ostalih članova obitelji istaknuo se kajakvski pisac Ivan Nepomuk Bužan (1746. – 1823.), treći sin banovca Ivana. Njegovi su sinovi major Ljudevit, bilježnik i kraljevski komornik Nikola i odvjetnik Alojzije Bužan (1775. – 1845.), narodnjak, zastupnik u zajedničkom Ugarsko-hrvatskom saboru, predsjednik Kraljevskog sudbenog stola (od 1832.) i kraljevski povjerenik u Požegi. Obitelj je izumrla s njegovim sinom, političarom i barunom Hermanom (1800. – 1862.), saborskim zastupnikom i braniteljom hrvatskih municipalnih prava.

## Vanjske poveznice
- Bužan Hrvatski biografski leksikon
- Bužan Hrvatska enciklopedija
- Bužan Proleksis enciklopedija